# Jennifer Saunders
Jennifer Jane Saunders (Sleaford, Lincolnshire, 1958. július 6.) angol színésznő, humorista. 
Legismertebb szerepe Edina Monsoon a Pusszantlak, drágám! című sorozatban.

## Élete és pályafutása
1958. július 6-án született Sleafordban. Édesanyja biológiatanár volt, édesapja pilótaként szolgált a légierőnél. Saundersnek három testvére van. Apja munkája miatt többször iskolát kellett váltania, végül a St Paul's Girls' School tanulója lett. Ezután Olaszországban dolgozott bébiszitterként.
1977-ben a Royal Central School of Speech and Drama (jelentése: "A dráma és a beszéd központi királyi iskolája")  tanulója volt, itt találkozott későbbi humorista partnerével, Dawn French-csel. Habár családi hátterük hasonló volt, eleinte mégsem jöttek ki egymással. Akkor barátkoztak össze, amikor egy lakáson osztoztak. Érettségi után elkezdtek együtt fellépni különböző fesztiválokon, kabarékban és stand-up comedy előadásokon. Alapítottak egy duót, melynek a The Menopause Sisters nevet adták.
French és Saunders végül a The Comic Strip nevű humortársulat részeként lettek ismertek.

## Magánélete
1985-ben házasodott össze Adrian Edmondsonnal. Három lányuk és négy unokájuk van.
2010 júliusában bejelentette, hogy előző év októberében mellrákkal diagnosztizálták.
2012. augusztus 27-én Saunders és Edmondson nagyszülők lettek, amikor legidősebb lányuknak, Ellának fia született. 2014 februárjában ismét nagyszülők lettek. Harmadik unokájuk 2016 augusztusában született. Negyedik unokájuk 2019-ben jött világra, amikor középső lányuk, Beattie, életet adott egy kislánynak, Mabel-nek.
Önéletrajza 2013 októberében jelent meg Bonkers: My Life in Laughs címmel.